# Indisk kurux
Indisk kurux är ett dravidiskt språk som talas i Indien, 1997 av 2 miljoner människor, de flesta med oraondialekten av oraonstammen (en scheduled tribe), övriga med kisandialekten av kisanstammen. Kuruxtalande finns även i Bangladesh, i Indien finns de kuruxtalande i Bihar, Madhya Pradesh, Västbengalen, Orissa, Assam och Tripura.